# Out Takes and Miss Takes
Out Takes and Miss Takes (A Dumb Video) és el primer àlbum de vídeos publicat per la banda australiana Silverchair. El principal vídeo mostra al grup durant la creació del seu segon àlbum Freak Show i també hi ha material sobre la gira i alguns directes. Fou dirigit per Robert Hambling i filmat per ell mateix i Susan Robertson. El treball només estigué disponible sota subscripció al club de fans del grup.